# Copa del Món de Futbol de 1994
La XV Copa del Món de futbol es disputà als Estats Units, entre el 17 de juny i el 17 de juliol de 1994.
Estats Units fou elegit com a seu de la Copa del Món, generant una gran polèmica pel fet de ser un país sense tradició futbolística, a causa de la popularitat d'altres esports com el bàsquet, el beisbol i el futbol americà. No obstant això, gràcies al desenvolupament econòmic i a les infraestructures de les quals disposava el país, l'esdeveniment tingué un gran èxit marcant xifres històriques d'assistència de públic i de recaptació financera, encara imbatudes, i que a més va permetre el desenvolupament del soccer als Estats Units. El torneig, en el qual participaren 24 països, es va disputar en 10 seus amb estadis amb una capacitat d'uns 70.000 espectadors de mitjana.
La final la disputaren el Brasil i Itàlia a l'Estadi Rose Bowl de Pasadena, prop de Los Angeles. Després d'empatar sense gols, tant en el temps reglamentari com en la pròrroga, tots dos equips s'enfrontaren en una tanda de penals per primera vegada en una final de la Copa del Món. Finalment, l'equip sud-americà es coronà tetracampió, després que Baresi, Massaro i Roberto Baggio fallessin els seus xuts.
Alguns dels jugadors que destacaren foren els brasilers Romário i Bebeto, l'italià Baggio, el búlgar Hristo Stoítxkov, el rus Oleg Salenko, el romanés Gheorghe Hagi, el suec Martin Dahlin i l'alemany Jürgen Klinsmann. D'altra banda, un dels millors jugadors de la història, l'argentí Diego Armando Maradona fou expulsat del torneig en ser-li detectada efedrina en un control antidòping en finalitzar el partit contra Nigèria.
La mascota del torneig fou un gos anomenat Striker.

## Antecedents
Després de la renúncia de Colòmbia per a organitzar la Copa del Món de 1986, Brasil, Canadà, Bolívia i els Estats Units presentaren candidatures per a organitzar l'esdeveniment. No obstant això, la candidatura dels Estats Units no tenia suport internacional, per la qual cosa renuncià a organitzar-lo i donà suport al seu veí del sud, Mèxic, en l'elecció de la seu de la Copa del Món de 1986, a canvi de tenir el suport de la FIFA per a ser la seu de l'edició de 1994, la qual havia de tornar a Amèrica.
Els Estats Units representaven per a la FIFA un lloc de gran importància, a causa del seu poder econòmic. No obstant això, el soccer (com es coneix el futbol en aquell país) no era un esport popular, ni tan sols existia una lliga de futbol professional. Mentre que la FIFA donava suport a la candidatura dels Estats Units com una forma d'estendre la pràctica del futbol en aquell país, gran part de la comunitat internacional estava en contra de dur el campionat més important de futbol a un país on no era practicat massivament. Marroc i Brasil també presentaren candidatures, però la del país africà representava la possibilitat d'organitzar el torneig per primera vegada en un continent on el futbol es desenvolupava ràpidament. Finalment, malgrat el rebuig d'alguns grups tradicionalistes, els Estats Units foren elegits per 10 vots a favor, 7 per al Marroc i només 2 per al Brasil, el 4 de juliol de 1988.
Després d'elegida la seu, el govern dels Estats Units i la FIFA començaren amb els preparatius de l'esdeveniment i a complir la promesa d'incentivar el futbol en aquell país. Malgrat els esforços, com la creació de la Major League Soccer el 1993, el públic nord-americà no s'interessà pel futbol. Una enquesta del USA Today realitzada uns dies abans de l'inici de la Copa del Món informà que sols un 25% dels estatunidencs sabien de la realització de l'esdeveniment i que un 15% d'ells veuria algun partit. Els diaris del país criticaven l'organització del torneig: un periòdic deia «Aquí el futbol és l'esport del futur, i sempre ho serà», mentre que una editorial del Washington Post assenyalava que «el futbol és un joc que els estatunidencs ensenyem als nostres fills fins que són suficientement grans per fer alguna cosa interessant». Després de l'inici del torneig, un 10% de les notícies esportives del New York Times parlaven de la Copa del Món, mentre que un 70% estaven dedicades al beisbol.
No obstant això, la històrica victòria de la selecció local front al combinat de  Colòmbia, provocà que el públic estatunidenc començara a interessar-se per l'esdeveniment. Una nova enquesta del USA Today assenyalava que el 88% dels nord-americans sabia que la Copa del Món es disputava als Estats Units i un 44% del total assegurava que veuria almenys un partit per televisió. D'igual manera, s'incrementà el nombre d'espectadors locals en els partits disputats arreu del país.
La Copa del Món tingué un rècord de 144 països inscrits, entre els quals destacaven l'ingrés de nous països formats després de la desintegració de països de llarga tradició futbolística com  Iugoslàvia,  Txecoslovàquia i la  URSS. Amb el fi de promoure un joc més ofensiu, la FIFA decidí que els partits guanyats donarien de tres punts durant la fase de grups.

## Països participants
En cursiva, els debutants en la Copa del Món de futbol.
| Alemanya       | Bulgària      | Grècia              | Noruega       |
| Aràbia Saudita | Camerun       | República d'Irlanda | Països Baixos |
| Argentina      | Colòmbia      | Itàlia              | Romania       |
| Bèlgica        | Corea del Sud | Marroc              | Rússia        |
| Bolívia        | Espanya       | Mèxic               | Suècia        |
| Brasil         | Estats Units  | Nigèria             | Suïssa        |

1. ↑  Primera participació de Rússia, no obstant, es considerada per la FIFA com a successora de la  URSS la qual participà 8 vegades prèviament.

## Seus
Per a la Copa del Món, s'escolliren 10 seus arreu del país, principalment amb estadis utilitzats per a la pràctica de futbol americà, a causa de la inexistència de camps especialitzats de soccer. La majoria d'aquests estadis s'ubicaven als suburbis, prop de les grans ciutats. Ja que la major part dels aficionats desconeixia la ubicació d'aquests suburbis, el Comité Organitzador anomenà les seus amb el nom de l'àrea metropolitana.
| Pasadena, Califòrnia (Los Angeles) | Stanford, Califòrnia (San Francisco)                                                                                             | Pontiac, Michigan (Detroit) | East Rutherford, Nova Jersey (Nova York)                                                                                         |
| ---------------------------------- | --- | --- | --- |
| Rose Bowl                          | Stanford Stadium | Pontiac Silverdome | Giants Stadium |
| Capacitat: 94.194                  | Capacitat: 84.147 | Capacitat: 77.557 | Capacitat: 76.322 |
|                                    | | | |
| Foxborough, Massachusetts (Boston) | PasadenaPontiacStanfordEast RutherfordOrlandoChicagoDallasFoxboroughWashingtonCopa del Món de Futbol de 1994 (the United States) | PasadenaPontiacStanfordEast RutherfordOrlandoChicagoDallasFoxboroughWashingtonCopa del Món de Futbol de 1994 (the United States) | PasadenaPontiacStanfordEast RutherfordOrlandoChicagoDallasFoxboroughWashingtonCopa del Món de Futbol de 1994 (the United States) |
| Foxboro Stadium                    | PasadenaPontiacStanfordEast RutherfordOrlandoChicagoDallasFoxboroughWashingtonCopa del Món de Futbol de 1994 (the United States) | PasadenaPontiacStanfordEast RutherfordOrlandoChicagoDallasFoxboroughWashingtonCopa del Món de Futbol de 1994 (the United States) | PasadenaPontiacStanfordEast RutherfordOrlandoChicagoDallasFoxboroughWashingtonCopa del Món de Futbol de 1994 (the United States) |
| Capacitat: 54.456                  | PasadenaPontiacStanfordEast RutherfordOrlandoChicagoDallasFoxboroughWashingtonCopa del Món de Futbol de 1994 (the United States) | PasadenaPontiacStanfordEast RutherfordOrlandoChicagoDallasFoxboroughWashingtonCopa del Món de Futbol de 1994 (the United States) | PasadenaPontiacStanfordEast RutherfordOrlandoChicagoDallasFoxboroughWashingtonCopa del Món de Futbol de 1994 (the United States) |
|                                    | PasadenaPontiacStanfordEast RutherfordOrlandoChicagoDallasFoxboroughWashingtonCopa del Món de Futbol de 1994 (the United States) | PasadenaPontiacStanfordEast RutherfordOrlandoChicagoDallasFoxboroughWashingtonCopa del Món de Futbol de 1994 (the United States) | PasadenaPontiacStanfordEast RutherfordOrlandoChicagoDallasFoxboroughWashingtonCopa del Món de Futbol de 1994 (the United States) |
| Chicago, Illinois                  | Orlando, Florida | Dallas, Texas | Washington, DC |
| Soldier Field                      | Citrus Bowl | Cotton Bowl | RFK Memorial Stadium |
| Capacitat: 63.160                  | Capacitat: 62.387 | Capacitat: 64.000 | Capacitat: 53.121 |
|                                    | | | |

## Àrbitres
| Àfrica - Lim Kee Chong - Neji Jouini Àsia - Jamal Al Sharif - Ali Bujsaim | Europa - Fabio Baldas - Manuel Díaz Vega - Philip Don - Bo Karlsson - Hellmut Krug - Leslie Mottram - Peter Mikkelsen - Pierluigi Pairetto - Sándor Puhl - Joël Quiniou - Kurt Röthlisberger - Mario van der Ende | Amèrica del Nord i Central - Arturo Angeles - Rodrigo Badilla - Arturo Brizio Carter Amèrica del Sud - José Torres Cadena - Ernesto Filippi - Francisco Lamolina - Renato Marsiglia - Alberto Tejada |

## Plantilles
Per a la informació de les plantilles de les seleccions classificades per a la Copa del Món de Futbol 1994 vegeu l'article separat: Plantilles de la Copa del Món de futbol 1994.

## Resultats
Horaris locals de cada zona.

### Primera fase

#### Grup A
| Equip        | Pts | PJ | PG | PE | PP | GF | GC |
| ------------ | --- | -- | -- | -- | -- | -- | -- |
| Romania      | 6   | 3  | 2  | 0  | 1  | 5  | 5  |
| Suïssa       | 4   | 3  | 1  | 1  | 1  | 5  | 4  |
| Estats Units | 4   | 3  | 1  | 1  | 1  | 3  | 3  |
| Colòmbia     | 3   | 3  | 1  | 0  | 2  | 4  | 5  |

| Estats Units | 1–1     | Suïssa    |
| ------------ | ------- | --------- |
| Wynalda 45'  | (Resum) | Bregy 39' |

 Pontiac Silverdome, Pontiac
Assistència: 63,425 
Àrbitre: Lamolina (ARG)        
| Colòmbia     | 1–3     | Romania                     |
| ------------ | ------- | --------------------------- |
| Valencia 43' | (Resum) | Răducioiu 15', 89' Hagi 34' |

 Rose Bowl, Pasadena
Assistència: 91,586
Àrbitre: Al Sharif (SYR)        
| Romania  | 1–4     | Suïssa                                      |
| -------- | ------- | ------------------------------------------- |
| Hagi 35' | (Resum) | Sutter 16' Chapuisat 52' Knup 65' Bregy 72' |

 Pontiac Silverdome, Pontiac
Assistència: 61,428
Àrbitre: Jouini (TUN)        
| Estats Units                           | 2–1     | Colòmbia     |
| -------------------------------------- | ------- | ------------ |
| Escobar 35' (pròpia porta) Stewart 52' | (Resum) | Valencia 90' |

 Rose Bowl, Pasadena
Assistència: 93,689
Àrbitre: Baldas (ITA)        
| Suïssa | 0–2     | Colòmbia               |
| ------ | ------- | ---------------------- |
|        | (Resum) | Gaviria 44' Lozano 90' |

 Stanford Stadium, Palo Alto
Assistència: 83,401
Àrbitre: Mikkelsen (DEN)        
| Estats Units | 0–1     | Romania      |
| ------------ | ------- | ------------ |
|              | (Resum) | Petrescu 18' |

 Rose Bowl, Pasadena
Assistència: 93,869
Àrbitre: van der Ende (NED)        

#### Grup B
| Equip   | Pts | PJ | PG | PE | PP | GF | GC |
| ------- | --- | -- | -- | -- | -- | -- | -- |
| Brasil  | 7   | 3  | 2  | 1  | 0  | 6  | 1  |
| Suècia  | 5   | 3  | 1  | 2  | 0  | 6  | 4  |
| Rússia  | 3   | 3  | 1  | 0  | 2  | 7  | 6  |
| Camerun | 1   | 3  | 0  | 1  | 2  | 3  | 11 |

| Camerun                 | 2–2     | Suècia              |
| ----------------------- | ------- | ------------------- |
| Embé 31' Omam-Biyik 47' | (Resum) | Ljung 8' Dahlin 75' |

 Rose Bowl, Pasadena
Assistència: 93,194
Àrbitre: Noriega (PER)        
| Brasil                    | 2–0     | Rússia |
| ------------------------- | ------- | ------ |
| Romário 26' Raí 52' (pen) | (Resum) |        |

 Stanford Stadium, Palo Alto
Assistència: 81,061
Àrbitre: Chong (MRI)        
| Brasil                                   | 3–0     | Camerun |
| ---------------------------------------- | ------- | ------- |
| Romário 39' Márcio Santos 66' Bebeto 73' | (Resum) |         |

 Stanford Stadium, Palo Alto
Assistència: 83,401
Àrbitre: Brizio Carter (MEX)        
| Suècia                           | 3–1     | Rússia           |
| -------------------------------- | ------- | ---------------- |
| Brolin 37' (pen) Dahlin 59', 81' | (Resum) | Salenko 4' (pen) |

 Pontiac Silverdome, Pontiac
Assistència: 71,528
Àrbitre: Quiniou (FRA)        
| Rússia                                              | 6–1     | Camerun   |
| --------------------------------------------------- | ------- | --------- |
| Salenko 15', 41', 44' (pen), 72', 75' Radchenko 81' | (Resum) | Milla 46' |

 Stanford Stadium, Palo Alto
Assistència: 74,914
Àrbitre: Al Sharif (SYR)        
| Brasil      | 1–1     | Suècia           |
| ----------- | ------- | ---------------- |
| Romário 46' | (Resum) | K. Andersson 23' |

 Pontiac Silverdome, Pontiac
Assistència: 77,217
Àrbitre: Puhl (HUN)        

#### Grup C
| Equip         | Pts | PJ | PG | PE | PP | GF | GC |
| ------------- | --- | -- | -- | -- | -- | -- | -- |
| Alemanya      | 7   | 3  | 2  | 1  | 0  | 5  | 3  |
| Espanya       | 5   | 3  | 1  | 2  | 0  | 6  | 4  |
| Corea del Sud | 2   | 3  | 0  | 2  | 1  | 4  | 5  |
| Bolívia       | 1   | 3  | 0  | 1  | 2  | 1  | 4  |

| Alemanya      | 1–0     | Bolívia |
| ------------- | ------- | ------- |
| Klinsmann 61' | (Resum) |         |

 Soldier Field, Chicago
Assistència: 63,117
Àrbitre: Carter (MEX)        
| Espanya                    | 2–2     | Corea del Sud                      |
| -------------------------- | ------- | ---------------------------------- |
| Salinas 51' Goikoetxea 55' | (Resum) | Hong Myung-Bo 85' Seo Jung-Won 90' |

 Cotton Bowl, Dallas
Assistència: 56,247
Àrbitre: Mikkelsen (DEN)        
| Alemanya      | 1–1     | Espanya        |
| ------------- | ------- | -------------- |
| Klinsmann 48' | (Resum) | Goikoetxea 14' |

 Soldier Field, Chicago
Assistència: 63,113
Àrbitre: Cavani (URU)        
| Corea del Sud | 0–0     | Bolívia |
| ------------- | ------- | ------- |
|               | (Resum) |         |

 Foxboro Stadium, Foxborough
Assistència: 54,453
Àrbitre: Mottram (SCO)        
| Bolívia        | 1–3     | Espanya                               |
| -------------- | ------- | ------------------------------------- |
| E. Sánchez 67' | (Resum) | Guardiola 19' (pen) Caminero 66', 70' |

 Soldier Field, Chicago
Assistència: 63,089
Àrbitre: Badilla (CRC)        
| Alemanya                      | 3–2     | Corea del Sud                        |
| ----------------------------- | ------- | ------------------------------------ |
| Klinsmann 12', 37' Riedle 20' | (Resum) | Hwang Sun-Hong 52' Hong Myung-Bo 63' |

 Cotton Bowl, Dallas
Assistència: 63,998
Àrbitre: Quiniou (FRA)        

#### Grup D
| Equip     | Pts | PJ | PG | PE | PP | GF | GC |
| --------- | --- | -- | -- | -- | -- | -- | -- |
| Nigèria   | 6   | 3  | 2  | 0  | 1  | 6  | 2  |
| Bulgària  | 6   | 3  | 2  | 0  | 1  | 6  | 3  |
| Argentina | 6   | 3  | 2  | 0  | 1  | 6  | 3  |
| Grècia    | 0   | 3  | 0  | 0  | 3  | 0  | 10 |

| Argentina                                 | 4–0     | Grècia |
| ----------------------------------------- | ------- | ------ |
| Batistuta 2', 45', 89' (pen) Maradona 60' | (Resum) |        |

 Foxboro Stadium, Foxborough
Assistència: 54,456
Àrbitre: Angeles (USA)        
| Nigèria                             | 3–0     | Bulgària |
| ----------------------------------- | ------- | -------- |
| Yekini 21' Amokachi 43' Amuneke 55' | (Resum) |          |

 Cotton Bowl, Dallas
Assistència: 44,132
Àrbitre: Badilla (CRC)        
| Argentina         | 2–1     | Nigèria   |
| ----------------- | ------- | --------- |
| Caniggia 21', 28' | (Resum) | Siasia 8' |

 Foxboro Stadium, Foxborough
Assistència: 54,453
Àrbitre: Karlsson (SWE)        
| Grècia | 0–4     | Bulgària                                                 |
| ------ | ------- | -------------------------------------------------------- |
|        | (Resum) | Stoítxkov 5' (pen), 55' (pen) Letchkov 65' Borimirov 90' |

 Soldier Field, Chicago
Assistència: 63,160
Àrbitre: Bujsaim (UAE)        
| Argentina | 0–2     | Bulgària                  |
| --------- | ------- | ------------------------- |
|           | (Resum) | Stoítxkov 61' Sirakov 90' |

 Cotton Bowl, Dallas
Assistència: 63,998
Àrbitre: Jouini (TUN)        
| Grècia | 0–2     | Nigèria                 |
| ------ | ------- | ----------------------- |
|        | (Resum) | George 45' Amokachi 90' |

 Foxboro Stadium, Foxborough
Assistència: 53,001
Àrbitre: Mottram (SCO)        

#### Grup E
| Equip               | Pts | PJ | PG | PE | PP | GF | GC |
| ------------------- | --- | -- | -- | -- | -- | -- | -- |
| Mèxic               | 4   | 3  | 1  | 1  | 1  | 3  | 3  |
| República d'Irlanda | 4   | 3  | 1  | 1  | 1  | 2  | 2  |
| Itàlia              | 4   | 3  | 1  | 1  | 1  | 2  | 2  |
| Noruega             | 4   | 3  | 1  | 1  | 1  | 1  | 1  |

| Itàlia | 0–1     | República d'Irlanda |
| ------ | ------- | ------------------- |
|        | (Resum) | Houghton 11'        |

 Giants Stadium, East Rutherford
Assistència: 75,338
Àrbitre: van der Ende (NED)        
| Noruega    | 1–0     | Mèxic |
| ---------- | ------- | ----- |
| Rekdal 84' | (Resum) |       |

 RFK Stadium, Washington
Assistència: 52,395
Àrbitre: Puhl (HUN)        
| Itàlia        | 1–0     | Noruega |
| ------------- | ------- | ------- |
| D. Baggio 69' | (Resum) |         |

 Giants Stadium, East Rutherford
Assistència: 74,624
Àrbitre: Krug (GER)        
| Mèxic           | 2–1     | República d'Irlanda |
| --------------- | ------- | ------------------- |
| García 42', 65' | (Resum) | Aldridge 84'        |

 Citrus Bowl, Orlando
Assistència: 60,790
Àrbitre: Röthlisberger (SUI)        
| Itàlia      | 1–1     | Mèxic      |
| ----------- | ------- | ---------- |
| Massaro 48' | (Resum) | Bernal 57' |

 RFK Stadium, Washington
Assistència: 52,535
Àrbitre: Lamolina (ARG)        
| República d'Irlanda | 0–0     | Noruega |
| ------------------- | ------- | ------- |
|                     | (Resum) |         |

 Giants Stadium, East Rutherford
Assistència: 72,404
Àrbitre: Cadena (COL)        

#### Grup F
| Equip          | Pts | PJ | PG | PE | PP | GF | GC |
| -------------- | --- | -- | -- | -- | -- | -- | -- |
| Països Baixos  | 6   | 3  | 2  | 0  | 1  | 4  | 3  |
| Aràbia Saudita | 6   | 3  | 2  | 0  | 1  | 4  | 3  |
| Bèlgica        | 6   | 3  | 2  | 0  | 1  | 2  | 1  |
| Marroc         | 0   | 3  | 0  | 0  | 3  | 2  | 5  |

| Bèlgica     | 1–0     | Marroc |
| ----------- | ------- | ------ |
| Degryse 11' | (Resum) |        |

 Citrus Bowl, Orlando
Assistència: 61,219
Àrbitre: Cadena (COL)        
| Països Baixos        | 2–1     | Aràbia Saudita |
| -------------------- | ------- | -------------- |
| Jonk 50' Taument 86' | (Resum) | Amin 18'       |

 RFK Stadium, Washington
Assistència: 50,535
Àrbitre: Vega (ESP)        
| Aràbia Saudita             | 2–1     | Marroc      |
| -------------------------- | ------- | ----------- |
| Al-Jaber 7' (pen) Amin 45' | (Resum) | Chaouch 26' |

 Giants Stadium, East Rutherford
Assistència: 76,322
Àrbitre: Don (ENG)        
| Bèlgica    | 1–0     | Països Baixos |
| ---------- | ------- | ------------- |
| Albert 65' | (Resum) |               |

 Citrus Bowl, Orlando
Assistència: 62,387
Àrbitre: Marsiglia (Brasil)        
| Bèlgica | 0–1     | Aràbia Saudita |
| ------- | ------- | -------------- |
|         | (Resum) | Al-Owairan 5'  |

 RFK Stadium, Washington
Assistència: 52,959
Àrbitre: Krug (GER)        
| Marroc    | 1–2     | Països Baixos        |
| --------- | ------- | -------------------- |
| Nader 47' | (Resum) | Bergkamp 43' Roy 77' |

 Citrus Bowl, Orlando
Assistència: 60,578
Àrbitre: Noriega (PER)        

### Fase final
|  | Vuitens de final                                | Vuitens de final                                |                                           |       | Quarts de final | Quarts de final |                                           |                                           | Semifinals | Semifinals |  |  | Final | Final |
|  |                                                 |                                                 |                                           |       |                 |                 |                                           |                                           |            |            |  |  |       |       |
|  | 4 de juliol - Stanford Stadium - San Francisco  |                                                 |                                           |       |                 |                 |                                           |                                           |            |            |  |  |       |       |
|  |                                                 |                                                 |                                           |       |                 |                 |                                           |                                           |            |            |  |  |       |       |
|  | Brasil                                          | 1                                               |                                           |       |                 |                 |                                           |                                           |            |            |  |  |       |       |
|  | Brasil                                          | 1                                               | 9 de juliol - Estadi Cotton Bowl - Dallas |       |                 |                 |                                           |                                           |            |            |  |  |       |       |
|  | Estats Units                                    | 0                                               |                                           |       |                 |                 |                                           |                                           |            |            |  |  |       |       |
|  | Estats Units                                    | 0                                               | Països Baixos                             | 2     |                 |                 |                                           |                                           |            |            |  |  |       |       |
|  | 4 de juliol - Citrus Bowl - Orlando             |                                                 | Països Baixos                             | 2     |                 |                 |                                           |                                           |            |            |  |  |       |       |
|  |                                                 | Brasil                                          | 3                                         |       |                 |                 |                                           |                                           |            |            |  |  |       |       |
|  | Països Baixos                                   | Brasil                                          | 3                                         | 2     |                 |                 |                                           |                                           |            |            |  |  |       |       |
|  | Països Baixos                                   |                                                 | 13 de juliol - Rose Bowl - Los Angeles    | 2     |                 |                 |                                           |                                           |            |            |  |  |       |       |
|  | República d'Irlanda                             | 0                                               |                                           |       |                 |                 |                                           |                                           |            |            |  |  |       |       |
|  | República d'Irlanda                             | 0                                               | Suècia                                    | 0     |                 |                 |                                           |                                           |            |            |  |  |       |       |
|  | 3 de juliol - Estadi Cotton Bowl - Dallas       |                                                 | Suècia                                    | 0     |                 |                 |                                           |                                           |            |            |  |  |       |       |
|  |                                                 | Brasil                                          | 1                                         |       |                 |                 |                                           |                                           |            |            |  |  |       |       |
|  | Aràbia Saudita                                  | Brasil                                          | 1                                         | 1     |                 |                 |                                           |                                           |            |            |  |  |       |       |
|  | Aràbia Saudita                                  | 10 de juliol - Stanford Stadium - San Francisco |                                           | 1     |                 |                 |                                           |                                           |            |            |  |  |       |       |
|  | Suècia                                          | 3                                               |                                           |       |                 |                 |                                           |                                           |            |            |  |  |       |       |
|  | Suècia                                          | 3                                               | Suècia (pen.)                             | 2 (5) |                 |                 |                                           |                                           |            |            |  |  |       |       |
|  | 3 de juliol - Rose Bowl - Los Angeles           |                                                 | Suècia (pen.)                             | 2 (5) |                 |                 |                                           |                                           |            |            |  |  |       |       |
|  |                                                 | Romania                                         | 2 (4)                                     |       |                 |                 |                                           |                                           |            |            |  |  |       |       |
|  | Romania                                         | Romania                                         | 2 (4)                                     | 3     |                 |                 |                                           |                                           |            |            |  |  |       |       |
|  | Romania                                         |                                                 | 17 de juliol - Rose Bowl - Los Angeles    | 3     |                 |                 |                                           |                                           |            |            |  |  |       |       |
|  | Argentina                                       | 2                                               |                                           |       |                 |                 |                                           |                                           |            |            |  |  |       |       |
|  | Argentina                                       | 2                                               | Brasil (pen.)                             | 0 (3) |                 |                 |                                           |                                           |            |            |  |  |       |       |
|  | 2 de juliol - Soldier Field - Chicago           |                                                 | Brasil (pen.)                             | 0 (3) |                 |                 |                                           |                                           |            |            |  |  |       |       |
|  |                                                 | Itàlia                                          | 0 (2)                                     |       |                 |                 |                                           |                                           |            |            |  |  |       |       |
|  | Alemanya                                        | Itàlia                                          | 0 (2)                                     | 3     |                 |                 |                                           |                                           |            |            |  |  |       |       |
|  | Alemanya                                        | 10 de juliol - Giants Stadium - Nova York       |                                           | 3     |                 |                 |                                           |                                           |            |            |  |  |       |       |
|  | Bèlgica                                         | 2                                               |                                           |       |                 |                 |                                           |                                           |            |            |  |  |       |       |
|  | Bèlgica                                         | 2                                               | Alemanya                                  | 1     |                 |                 |                                           |                                           |            |            |  |  |       |       |
|  | 5 de juliol - Giants Stadium - Nova York        |                                                 | Alemanya                                  | 1     |                 |                 |                                           |                                           |            |            |  |  |       |       |
|  |                                                 | Bulgària                                        | 2                                         |       |                 |                 |                                           |                                           |            |            |  |  |       |       |
|  | Bulgària (pen.)                                 | Bulgària                                        | 2                                         | 1 (3) |                 |                 |                                           |                                           |            |            |  |  |       |       |
|  | Bulgària (pen.)                                 |                                                 | 13 de juliol - Giants Stadium - Nova York | 1 (3) |                 |                 |                                           |                                           |            |            |  |  |       |       |
|  | Mèxic                                           | 1 (1)                                           |                                           |       |                 |                 |                                           |                                           |            |            |  |  |       |       |
|  | Mèxic                                           | 1 (1)                                           | Bulgària                                  | 1     |                 |                 |                                           |                                           |            |            |  |  |       |       |
|  | 2 de juliol - RFK Memorial Stadium - Washington |                                                 | Bulgària                                  | 1     |                 |                 |                                           |                                           |            |            |  |  |       |       |
|  |                                                 | Itàlia                                          | 2                                         |       | Tercer lloc     | Tercer lloc     |                                           |                                           |            |            |  |  |       |       |
|  | Espanya                                         | Itàlia                                          | 2                                         | 3     | Tercer lloc     | Tercer lloc     |                                           |                                           |            |            |  |  |       |       |
|  | Espanya                                         | 9 de juliol - Foxboro Stadium - Boston          | 9 de juliol - Foxboro Stadium - Boston    | 3     |                 |                 | 16 de juliol - Giants Stadium - Nova York | 16 de juliol - Giants Stadium - Nova York |            |            |  |  |       |       |
|  | Suïssa                                          | 9 de juliol - Foxboro Stadium - Boston          | 9 de juliol - Foxboro Stadium - Boston    | 0     |                 |                 | 16 de juliol - Giants Stadium - Nova York | 16 de juliol - Giants Stadium - Nova York |            |            |  |  |       |       |
|  | Suïssa                                          | Itàlia                                          | 2                                         | 0     | Suècia          | 4               |                                           |                                           |            |            |  |  |       |       |
|  | 5 de juliol - Foxboro Stadium - Boston          | Itàlia                                          | 2                                         |       | Suècia          | 4               |                                           |                                           |            |            |  |  |       |       |
|  |                                                 | Espanya                                         | 1                                         |       | Bulgària        | 0               |                                           |                                           |            |            |  |  |       |       |
|  | Nigèria                                         | Espanya                                         | 1                                         | 1     | Bulgària        | 0               |                                           |                                           |            |            |  |  |       |       |
|  | Nigèria                                         |                                                 |                                           | 1     |                 |                 |                                           |                                           |            |            |  |  |       |       |
|  | Itàlia (pr.)                                    | 2                                               |                                           |       |                 |                 |                                           |                                           |            |            |  |  |       |       |
|  | Itàlia (pr.)                                    | 2                                               |                                           |       |                 |                 |                                           |                                           |            |            |  |  |       |       |

#### Vuitens de final
| Alemanya                     | 3–2     | Bèlgica            |
| ---------------------------- | ------- | ------------------ |
| Völler 6', 40' Klinsmann 11' | (Resum) | Grün 8' Albert 90' |

 Soldier Field, Chicago
Assistència: 60,246
Àrbitre: Röthlisberger (SUI)        
| Espanya                                            | 3–0     | Suïssa |
| -------------------------------------------------- | ------- | ------ |
| Hierro 15' Luis Enrique 74' Beguiristáin 86' (pen) | (Resum) |        |

 RFK Stadium, Washington
Assistència: 53,121
Àrbitre: van der Ende (NED)        
| Aràbia Saudita   | 1–3     | Suècia                          |
| ---------------- | ------- | ------------------------------- |
| Al-Ghesheyan 85' | (Resum) | Dahlin 6' K. Andersson 51', 88' |

 Cotton Bowl, Dallas
Assistència: 60,277
Àrbitre: Marsiglia (BRA)        
| Romania                      | 3–2     | Argentina                     |
| ---------------------------- | ------- | ----------------------------- |
| Dumitrescu 11', 18' Hagi 58' | (Resum) | Batistuta 16' (pen) Balbo 75' |

 Rose Bowl, Pasadena
Assistència: 90,469
Àrbitre: Pairetto (ITA)        
| Països Baixos         | 2–0     | República d'Irlanda |
| --------------------- | ------- | ------------------- |
| Bergkamp 11' Jonk 41' | (Resum) |                     |

 Citrus Bowl, Orlando
Assistència: 61,355
Àrbitre: Mikkelsen (DEN)        
| Brasil     | 1–0     | Estats Units |
| ---------- | ------- | ------------ |
| Bebeto 72' | (Resum) |              |

 Stanford Stadium, Palo Alto
Assistència: 84,147
Àrbitre: Quiniou (FRA)        
| Nigèria     | 1–2 (pr.) | Itàlia                    |
| ----------- | --------- | ------------------------- |
| Amuneke 25' | (Resum)   | R. Baggio 88', 100' (pen) |

 Foxboro Stadium, Foxborough
Assistència: 54,367
Àrbitre: Carter (MEX)        
| Mèxic                 | 1–1 (pr.) (1–3 pen.) | Bulgària     |
| --------------------- | -------------------- | ------------ |
| García Aspe 18' (pen) | (Resum)              | Stoítxkov 6' |

 Giants Stadium, East Rutherford
Assistència: 71,030
Àrbitre: Al Sharif (SYR)        
|                                         |     | Penals                                   |  |
| García Aspe: Bernal: Rodríguez: Suárez: | 1–3 | Balakov: Guentchev: Borimirov: Letchkov: |  |

#### Quarts de final
| Itàlia                      | 2–1     | Espanya      |
| --------------------------- | ------- | ------------ |
| D. Baggio 25' R. Baggio 87' | (Resum) | Caminero 58' |

 Foxboro Stadium, Foxborough
Assistència: 53,400
Àrbitre: Puhl (HUN)        
| Països Baixos           | 2–3     | Brasil                            |
| ----------------------- | ------- | --------------------------------- |
| Bergkamp 64' Winter 76' | (Resum) | Romário 53' Bebeto 63' Branco 81' |

 Cotton Bowl, Dallas
Assistència: 63,500
Àrbitre: Badilla (CRC)        
| Bulgària                   | 2–1     | Alemanya           |
| -------------------------- | ------- | ------------------ |
| Stoítxkov 75' Letchkov 78' | (Resum) | Matthäus 47' (pen) |

 Giants Stadium, East Rutherford
Assistència: 72,000
Àrbitre: Cadena (COL)        
| Suècia                       | 2–2 (pr.) (5–4 pen.) | Romania             |
| ---------------------------- | -------------------- | ------------------- |
| Brolin 78' K. Andersson 115' | (Resum)              | Răducioiu 88', 101' |

 Stanford Stadium, Palo Alto
Assistència: 83,500
Àrbitre: Don (ENG)        
|                                                            |     | Penals                                                     |  |
| Mild: K. Andersson: Brolin: Ingesson: R. Nilsson: Larsson: | 5–4 | Răducioiu: Hagi: Lupescu: Petrescu Dumitrescu: Belodedici: |  |

#### Semifinals
| Itàlia             | 2–1     | Bulgària            |
| ------------------ | ------- | ------------------- |
| R. Baggio 20', 25' | (Resum) | Stoítxkov 44' (pen) |

 Giants Stadium, East Rutherford
Assistència: 74,110
Àrbitre: Quiniou (France)        
| Brasil      | 1–0     | Suècia |
| ----------- | ------- | ------ |
| Romário 80' | (Resum) |        |

 Rose Bowl, Pasadena
Assistència: 91,856
Àrbitre: Cadena (Colombia)        

#### 3r i 4t lloc
| Suècia                                          | 4–0     | Bulgària |
| ----------------------------------------------- | ------- | -------- |
| Brolin 8' Mild 30' Larsson 37' K. Andersson 40' | (Resum) |          |

 Rose Bowl, Pasadena
Assistència: 91,500
Àrbitre: Bujsaim (UAE)        

#### Final
| Brasil | 0 (3)–0 (2) | Itàlia |
| ------ | ----------- | ------ |
|        |             |        |

 Rose Bowl, Los Angeles
Àrbitre: Sandor Puhl (Hongria)        
|  | Tanda de penals |          |     |          |           |
|  | Márcio Santos   | Fallat   | 0:0 | Fallat   | Baresi    |
|  | Romário         | Encertat | 1:1 | Encertat | Albertini |
|  | Branco          | Encertat | 2:2 | Encertat | Evani     |
|  | Dunga           | Encertat | 3:2 | Fallat   | Massaro   |
|  |                 |          | 3:2 | Fallat   | R. Baggio |
|  |                 |          |     |          |           |

| BRASIL                                          | ITÀLIA                                              |
| ----------------------------------------------- | --------------------------------------------------- |
| 1 Claudio Taffarel                              | 1 Gianluca Pagliuca                                 |
| 2 Jorginho                                      | 8 Roberto Mussi                                     |
| 13 Aldair                                       | 6 Franco Baresi                                     |
| 15 Márcio Santos                                | 5 Paolo Maldini                                     |
| 6 Branco                                        | 3 Antonio Benarrivo                                 |
| 17 Mazinho                                      | 14 Nicola Berti                                     |
| 5 Mauro Silva                                   | 13 Dino Baggio                                      |
| 8 Dunga                                         | 11 Demetrio Albertini                               |
| 9 Zinho                                         | 16 Roberto Donadoni                                 |
| 7 Bebeto                                        | 10 Roberto Baggio                                   |
| 11 Romário                                      | 19 Danielle Massaro                                 |
| DT Carlos Alberto Parreira                      | DT Arrigo Sacchi                                    |
| Canvis Cafú (Jorginho, 22') Viola (Zinho, 106') | Canvis Apolloni (Mussi, 34') Evani (D. Baggio, 95') |
| Amonestats Mazinho Cafú                         | Amonestats Apolloni Albertini                       |

| Brasil          |
| Campió · Brasil |

## Classificació final

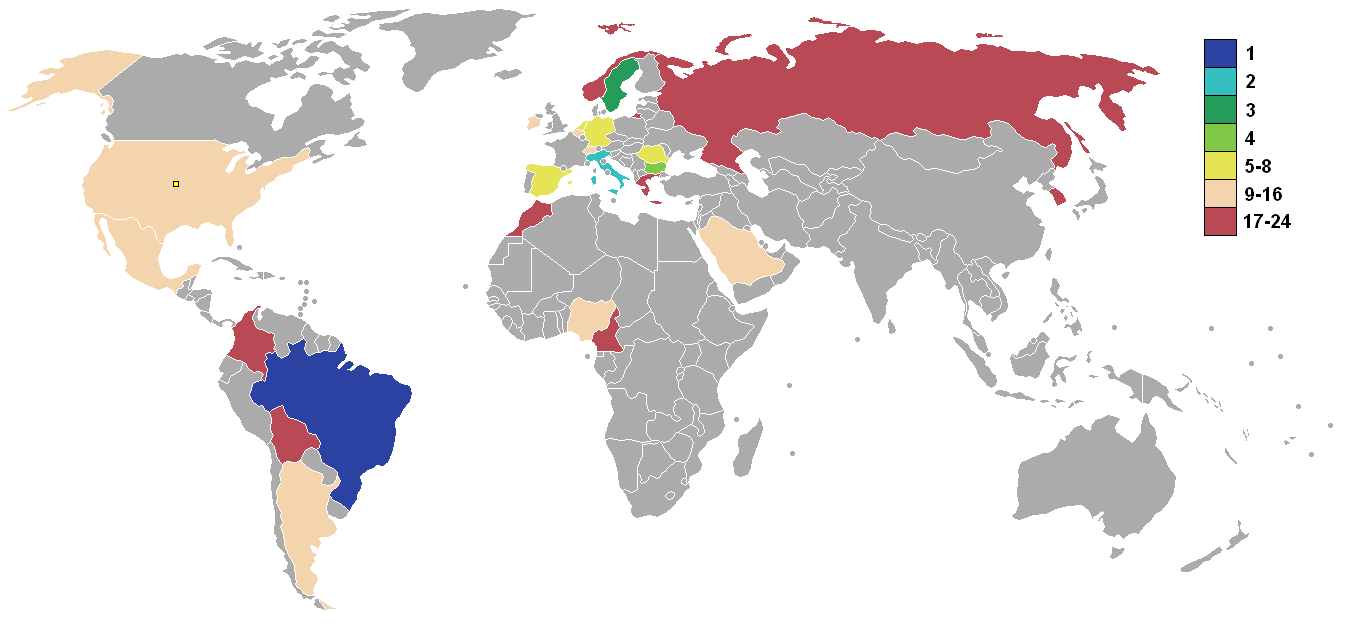
Mapa segons els resultats de 1994

| Equip | Equip               | Pts | PJ | PG | PE | PP | GF | GC | Dif | Rend  |
| ----- | ------------------- | --- | -- | -- | -- | -- | -- | -- | --- | ----- |
| 1     | Brasil              | 17  | 7  | 5  | 2  | 0  | 11 | 3  | +8  | 81,0% |
| 2     | Itàlia              | 14  | 7  | 4  | 2  | 1  | 8  | 5  | +3  | 66,7% |
| 3     | Suècia              | 12  | 7  | 3  | 3  | 1  | 15 | 8  | +7  | 57,1% |
| 4     | Bulgària            | 10  | 7  | 3  | 1  | 3  | 10 | 11 | -1  | 47,6% |
| 5     | Alemanya            | 10  | 5  | 3  | 1  | 1  | 9  | 7  | +2  | 66,7% |
| 6     | Romania             | 10  | 5  | 3  | 1  | 1  | 10 | 9  | +1  | 66,7% |
| 7     | Països Baixos       | 9   | 5  | 3  | 0  | 2  | 8  | 6  | +2  | 60,0% |
| 8     | Espanya             | 8   | 5  | 2  | 2  | 1  | 10 | 6  | +4  | 53,3% |
| 9     | Nigèria             | 6   | 4  | 2  | 0  | 2  | 7  | 4  | +3  | 50,0% |
| 10    | Argentina           | 6   | 4  | 2  | 0  | 2  | 8  | 6  | +2  | 50,0% |
| 11    | Bèlgica             | 6   | 4  | 2  | 0  | 2  | 4  | 4  | 0   | 50,0% |
| 12    | Aràbia Saudita      | 6   | 4  | 2  | 0  | 2  | 5  | 6  | -1  | 50,0% |
| 13    | Mèxic               | 5   | 4  | 1  | 2  | 1  | 4  | 4  | 0   | 41,7% |
| 14    | Estats Units        | 4   | 4  | 1  | 1  | 2  | 3  | 4  | -1  | 33,3% |
| 15    | Suïssa              | 4   | 4  | 1  | 1  | 2  | 5  | 7  | -2  | 33,3% |
| 16    | República d'Irlanda | 4   | 4  | 1  | 1  | 2  | 2  | 4  | -2  | 33,3% |
| 17    | Noruega             | 4   | 3  | 1  | 1  | 1  | 1  | 1  | 0   | 44,4% |
| 18    | Rússia              | 3   | 3  | 1  | 0  | 2  | 7  | 6  | +1  | 33,3% |
| 19    | Colòmbia            | 3   | 3  | 1  | 0  | 2  | 4  | 5  | -1  | 33,3% |
| 20    | Corea del Sud       | 2   | 3  | 0  | 2  | 1  | 4  | 5  | -1  | 22,2% |
| 21    | Bolívia             | 1   | 3  | 0  | 1  | 2  | 1  | 4  | -3  | 11,1% |
| 22    | Camerun             | 1   | 3  | 0  | 1  | 2  | 3  | 11 | -8  | 11,1% |
| 23    | Marroc              | 0   | 3  | 0  | 0  | 3  | 2  | 5  | -3  | 0,00% |
| 24    | Grècia              | 0   | 3  | 0  | 0  | 3  | 0  | 10 | -10 | 0,00% |

## Golejadors
| 6 gols - Hristo Stoítxkov - Oleg Salenko 5 gols - Romário - Jürgen Klinsmann - Roberto Baggio - Kennet Andersson 4 gols - Gabriel Batistuta - Florin Răducioiu - Martin Dahlin 3 gols - Bebeto - Dennis Bergkamp - Gheorghe Hagi - José Luis Caminero - Tomas Brolin 2 gols - Claudio Caniggia - Philippe Albert - Yordan Letchkov - Adolfo Valencia - Rudi Völler - Dino Baggio - Luis García - Wim Jonk - Daniel Amokachi - Emmanuel Amuneke - Ilie Dumitrescu - Fuad Amin - Hong Myung-Bo - Ion Andoni Goikoetxea - Adrian Knup | 1 gol - Abel Balbo - Diego Maradona - Marc Degryse - Georges Grün - Erwin Sánchez - Branco - Márcio Santos - Raí - Daniel Borimirov - Nasko Sirakov - David Embé - Roger Milla - François Omam-Biyik - Hernán Gaviria - John Harold Lozano - Lothar Matthäus - Karl-Heinz Riedle - John Aldridge - Ray Houghton - Daniele Massaro - Mohammed Chaouch - Hassan Nader - Marcelino Bernal - Alberto García Aspe - Bryan Roy - Gaston Taument - Aron Winter | - Finidi George - Samson Siasia - Rashidi Yekini - Kjetil Rekdal - Dan Petrescu - Dmitri Radchenko - Fahad Al-Ghesheyan - Sami Al-Jaber - Saeed Al-Owairan - Hwang Sun-Hong - Seo Jung-Won - Txiki Beguiristáin - Josep Guardiola - Fernando Hierro - Luis Enrique - Julio Salinas - Henrik Larsson - Roger Ljung - Håkan Mild - Georges Bregy - Stéphane Chapuisat - Alain Sutter - Earnie Stewart - Eric Wynalda Gols en pròpia porta - Andrés Escobar (per USA) |